# 曼克河畔基恩贝格
曼克河畔基恩贝格是奥地利下奥地利州梅尔克县的一个市镇。总面积17.66平方公里，总人口1000人，人口密度56.6人/平方公里（2005年）。